# Fundament

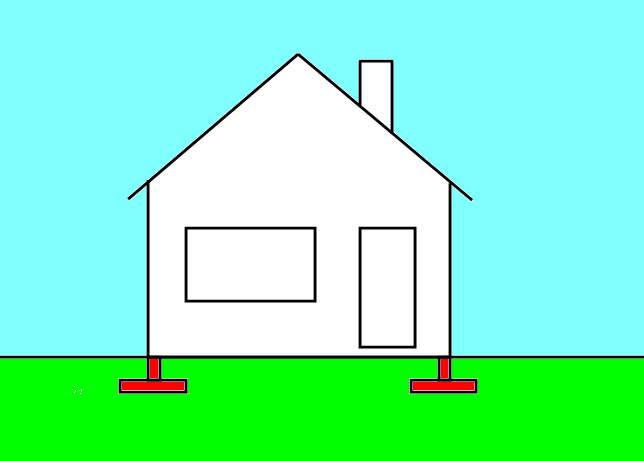
Lokalizacja fundamentów

Fundamenty – posadowienie bezpośrednie: 1) ława fundamentowa; 2) stopa fundamentowa

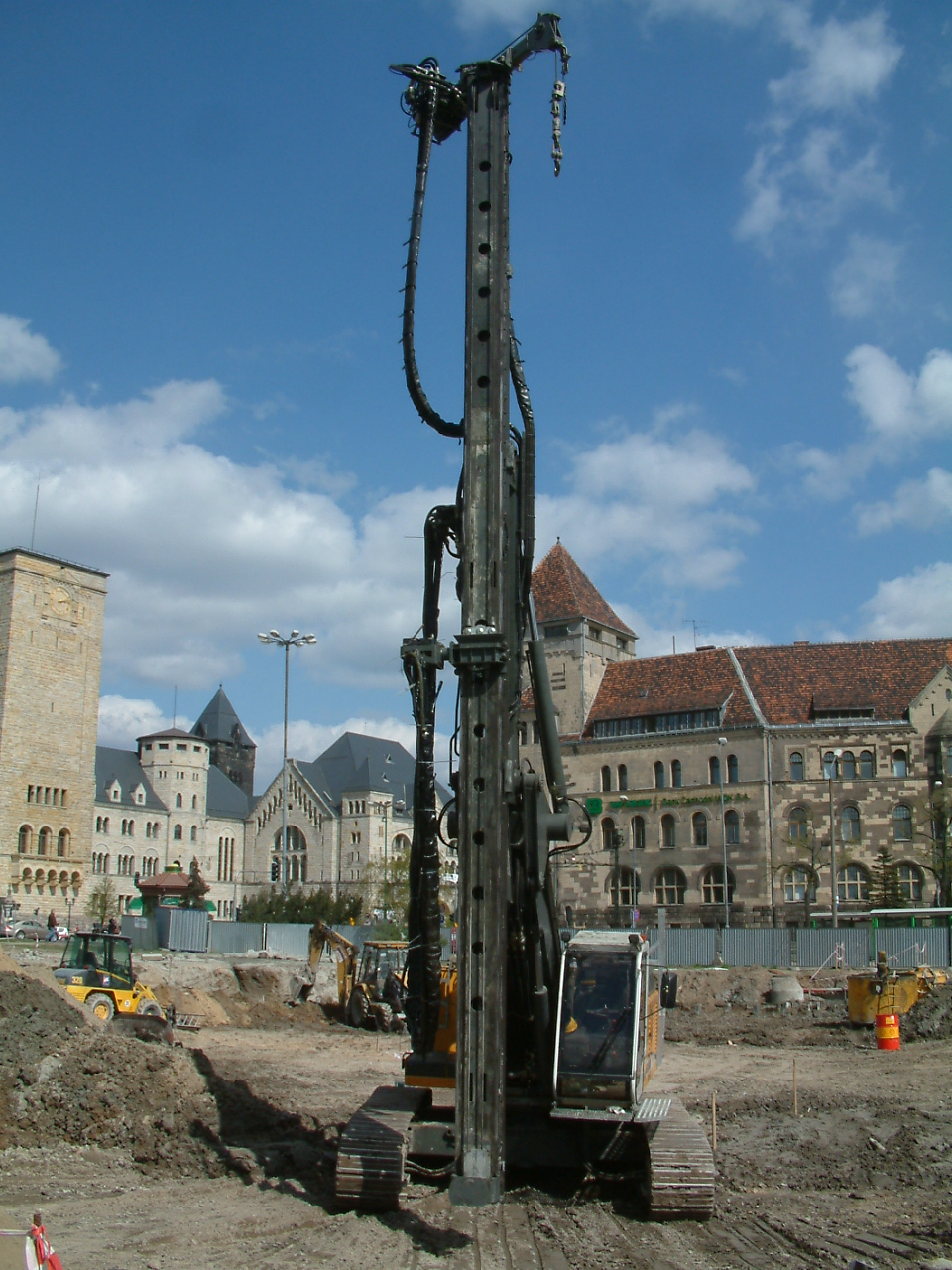
Wiertnica do wykonywania pali fundamentowych

Fundament (posadowienie) – budowlany element konstrukcyjny przekazujący na podłoże gruntowe całość obciążeń budowli lub maszyn (w przypadku fundamentu pod maszynę lub urządzenie), wykonany z betonu, żelbetu, murowany z cegieł lub kamieni, rzadziej z drewna (budowle lekkie). Pod wpływem przekazywanych obciążeń dochodzi do odkształceń gruntu, co z kolei powoduje osiadanie budowli. W związku z tym dobór odpowiedniego rozwiązania fundamentu (sposobu posadowienia budynku) ma zapewnić:
- minimalne i równomierne osiadanie budowli oraz jej stateczność;
- właściwą głębokość posadowienia (na warstwie gruntu o odpowiedniej nośności i poniżej głębokości przemarzania gruntu);
- łatwość wykonania;
- zabezpieczenie budowli przed zawilgoceniem.

## Podział fundamentów z uwagi na sposób posadowienia
- Bezpośrednie – przekazujące obciążenia na grunt[2]:
  - ławy fundamentowe (pod murami lub szeregiem słupów) ;
  - stopy fundamentowe (pod słupami, filarami);
  - płyty fundamentowe;
  - ruszty fundamentowe (stosowane na gruntach słabonośnych w celu zwiększenia sztywności);
  - skrzynie fundamentowe (stosowane na terenach szkód górniczych);
  - bloki fundamentowe (najczęściej przyczółki mostowe)
- Głębokie – przekazujące obciążenie pośrednio:
  - pale fundamentowe[3][4]
Podział pali ze względu na sposób pracy
    - pale normalne – przekazują obciążenie na grunt przez tarcie na pobocznicy i opór pod stopą pala
    - pale zawieszone – przekazują obciążenie na grunt przez tarcie na pobocznicy pala
    - pale stojące – przekazują obciążenie na grunt przez stopę pala (np. pale oparte stopą na skale)

  - studnie fundamentowe
  - kesony (wykonywane poniżej poziomu wody)
  - ściany szczelinowe/barety
  - kolumny
  - słupy

Z punktu widzenia Prawa budowlanego fundament może być:
- częścią składową innego, większego obiektu budowlanego, z którym stanowi całość techniczno-użytkową, np. fundament budynku,
- samodzielnym obiektem budowlanym – budowlą, np. fundament pod maszynę.